# 西段乡
西段乡，是中华人民共和国山東省德州市乐陵市下辖的一个乡镇级行政单位。

## 行政区划
西段乡下辖以下地区：
孙七村、张库吏村、刘会主村、郝桥村、纸坊村、西坊田社区村、靳木王社区村、岔河社区村、郝郭社区村、赵家社区村、程立王社区村、灶刘社区村、李家仓社区村、徐肖蔡社区村、大梁社区村、张梁社区村、朱张社区村、崔家社区村、李王社区村、杨铁韩社区村和张李邓社区村。